# Broddetorp
Broddetorp är en småort i Falköpings kommun och kyrkbyn för flera socknar. Den är belägen norr om Falköping, sydost om Skara och sydväst om Skövde. Avståndet till samtliga tre städer är två mil.
Orten växte upp kring en järnvägsstation på linjen Lidköping-Skara-Stenstorps Järnväg, i drift 1874–1961.
Ortnamnet kommer från Broddetorps socken och är känt sedan 1200-talet. Orten ligger dock till hälften i Bolums socken och med sin södra del i Hornborga socken. De fyra socknarna Bolum, Broddetorp, Hornborga och Sätuna byggde här en gemensam kyrka 1821–1822 Broddetorps kyrka. 
Broddetorp ligger nära Hornborgasjön, där mängder med tranor samlas vid flyttning på vår och sommar. Orten deltar i den årliga Tranfestivalen, som är en paraplyförening som samlar aktiviteter i området för de som är intresserade av tranorna.
Broddetorps intresseförening har en butikslokal som de hyrt ut under många till olika ägare, som hyr lokalen av Broddetorps intresseförening. Det var länge en Icabutik under namnet Ica Tranan men när den såldes 2014 ansåg inte Ica att den fungerade i deras koncept, butiken anslöt sig till Tempo.

## Galleri

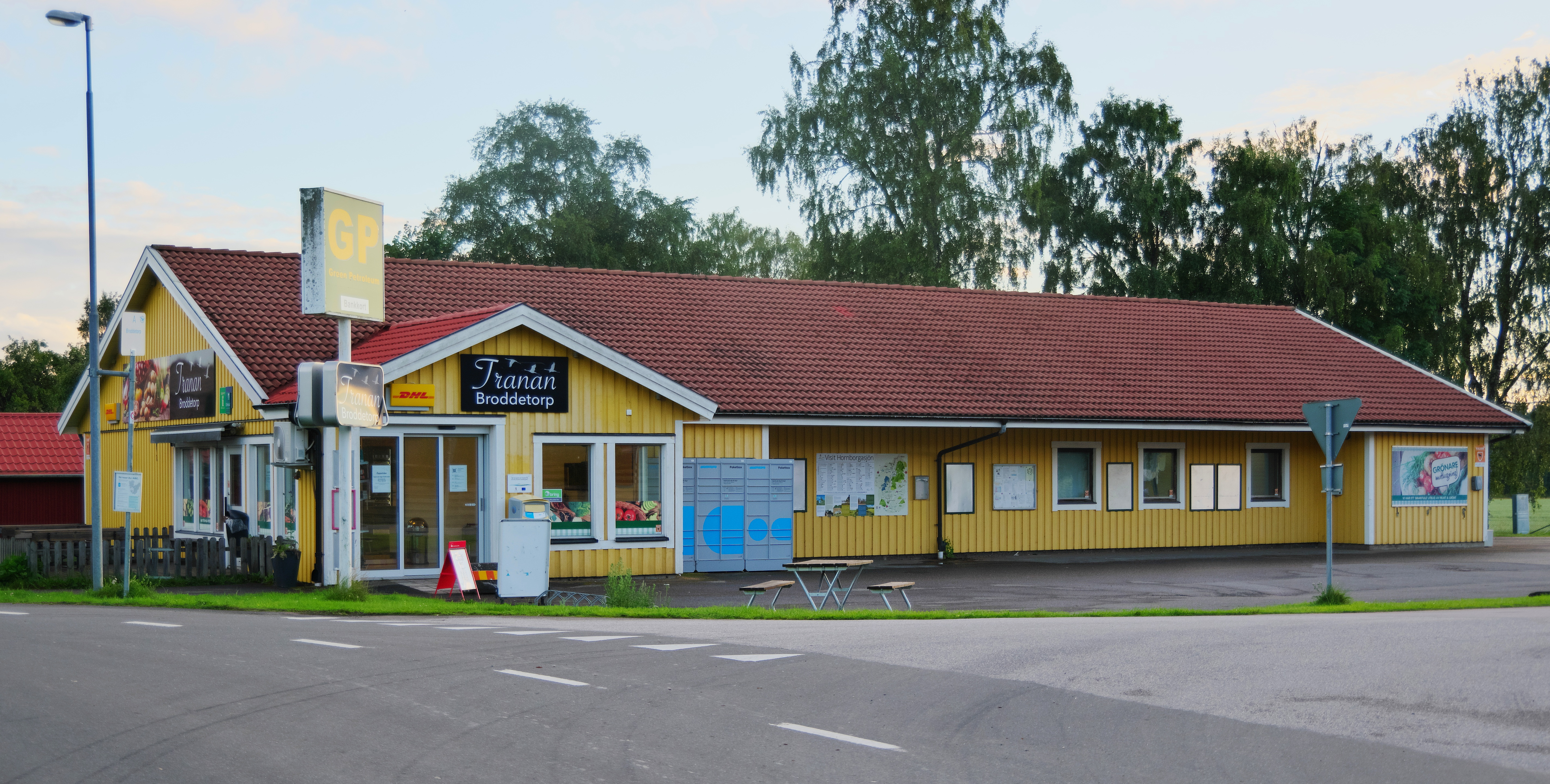
Tranan i Broddetorp.
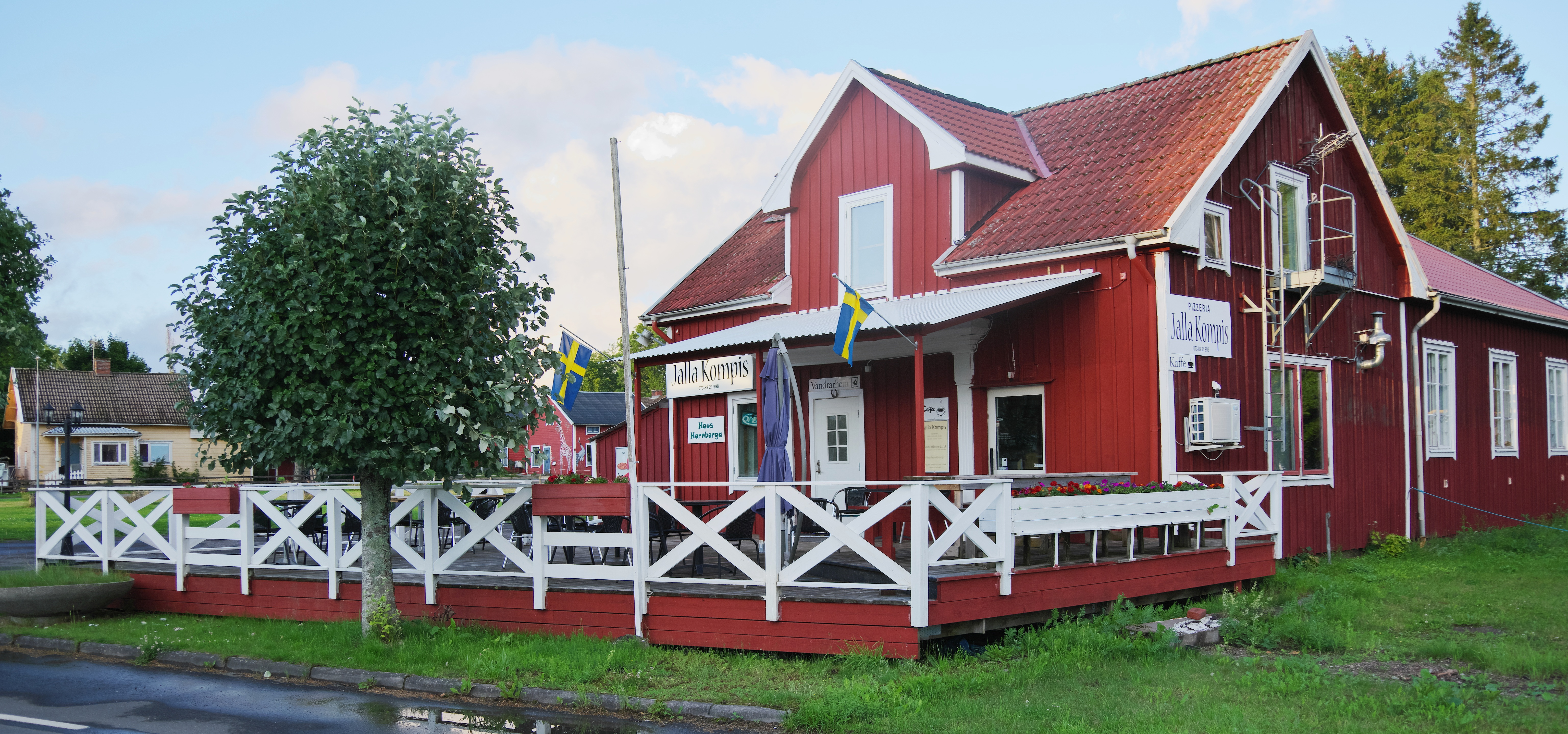
Ortens pizzeria.
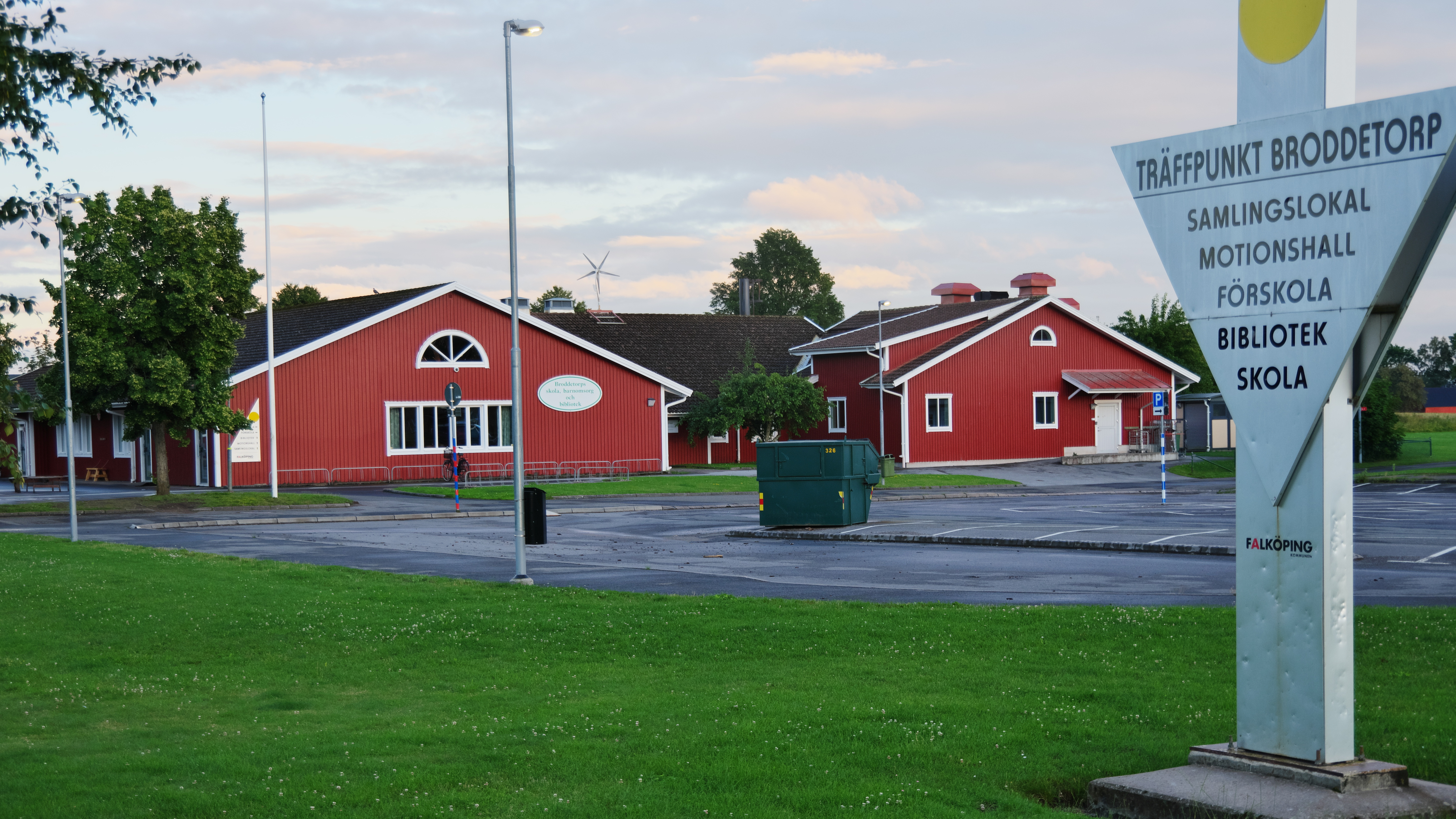
Träffpunkt Broddetorp med Broddetorps skola, barnomsorg och bibliotek
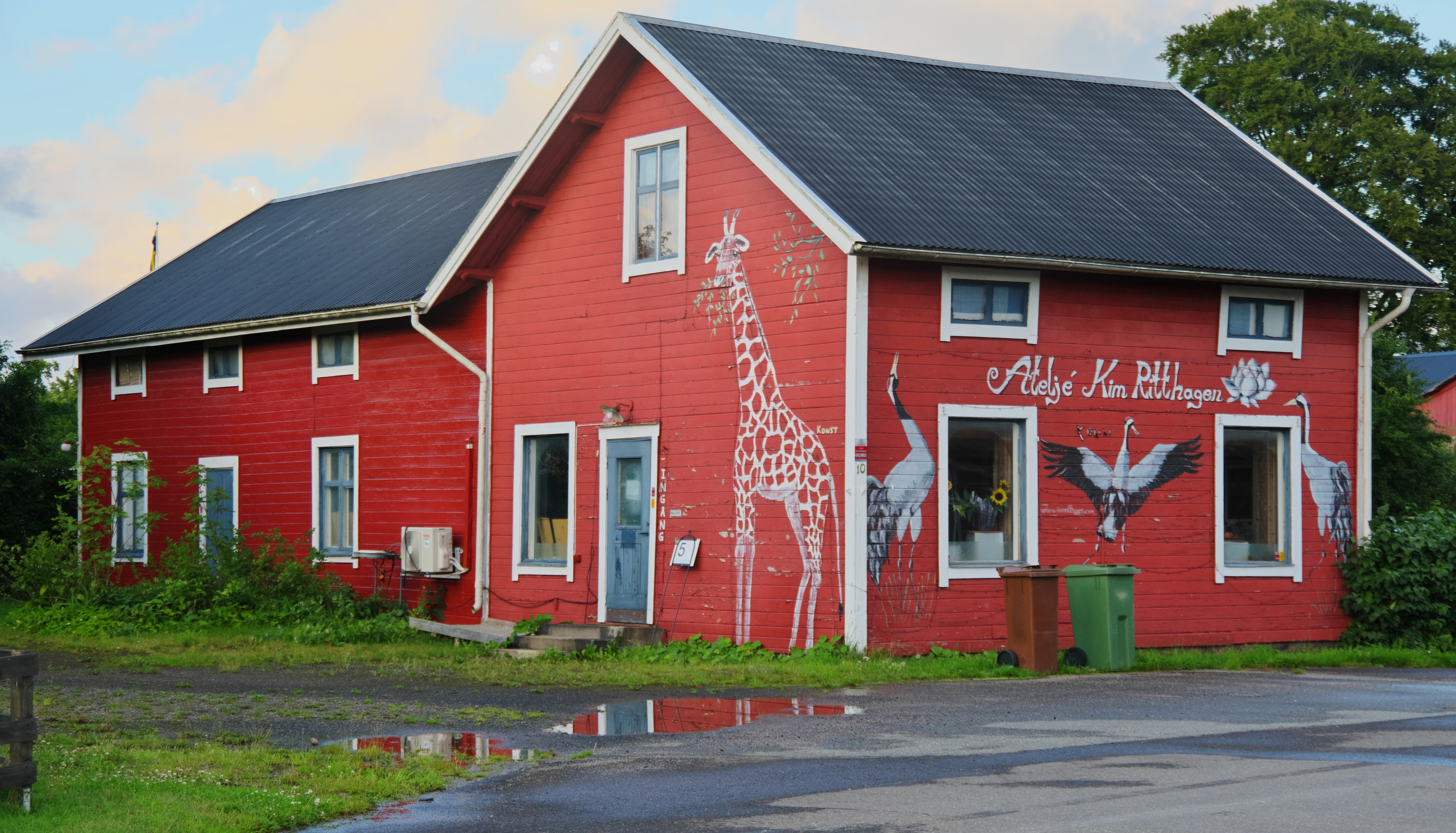
Ateljé Kim Ritthagen med foto och konst.
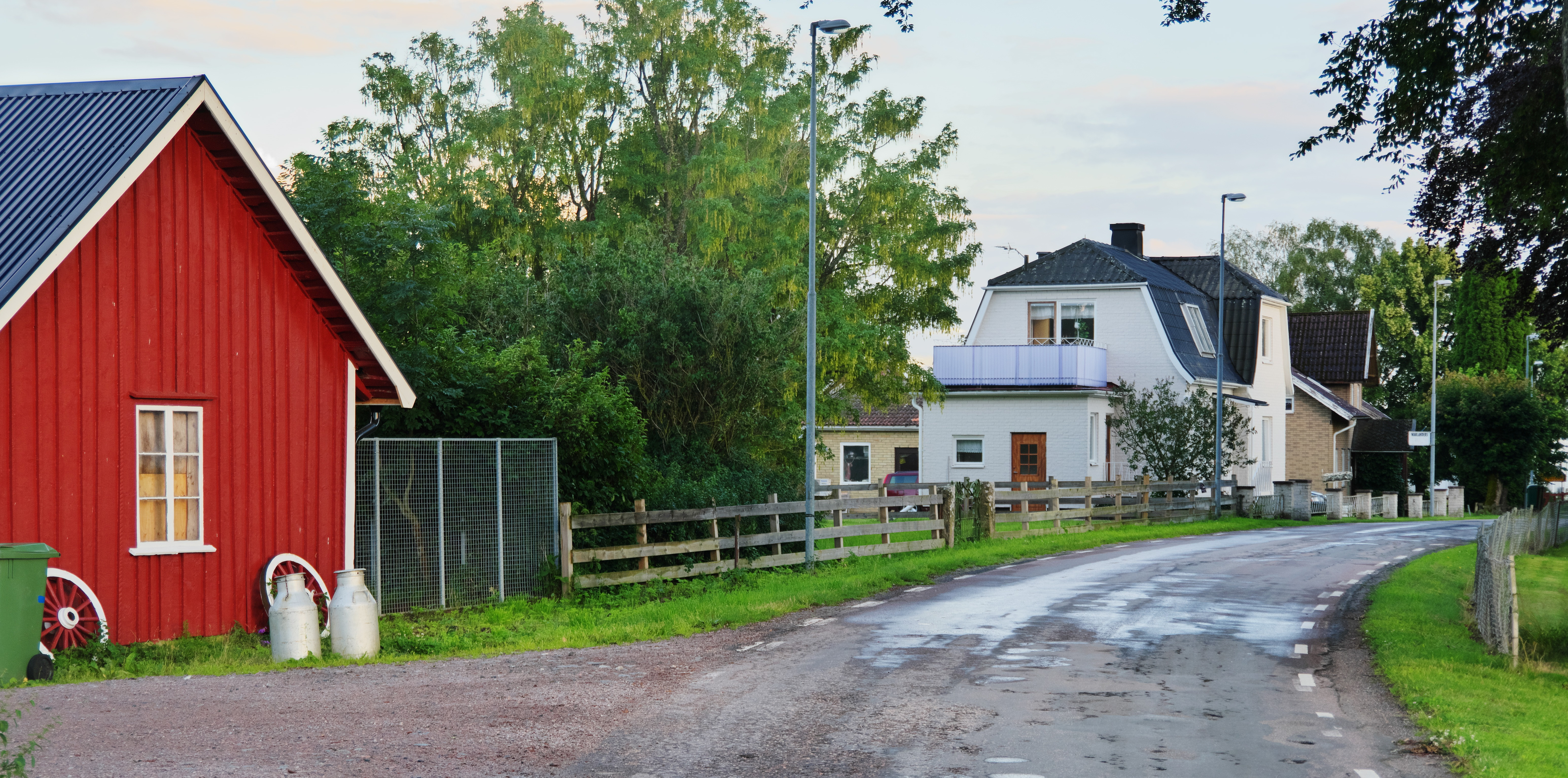
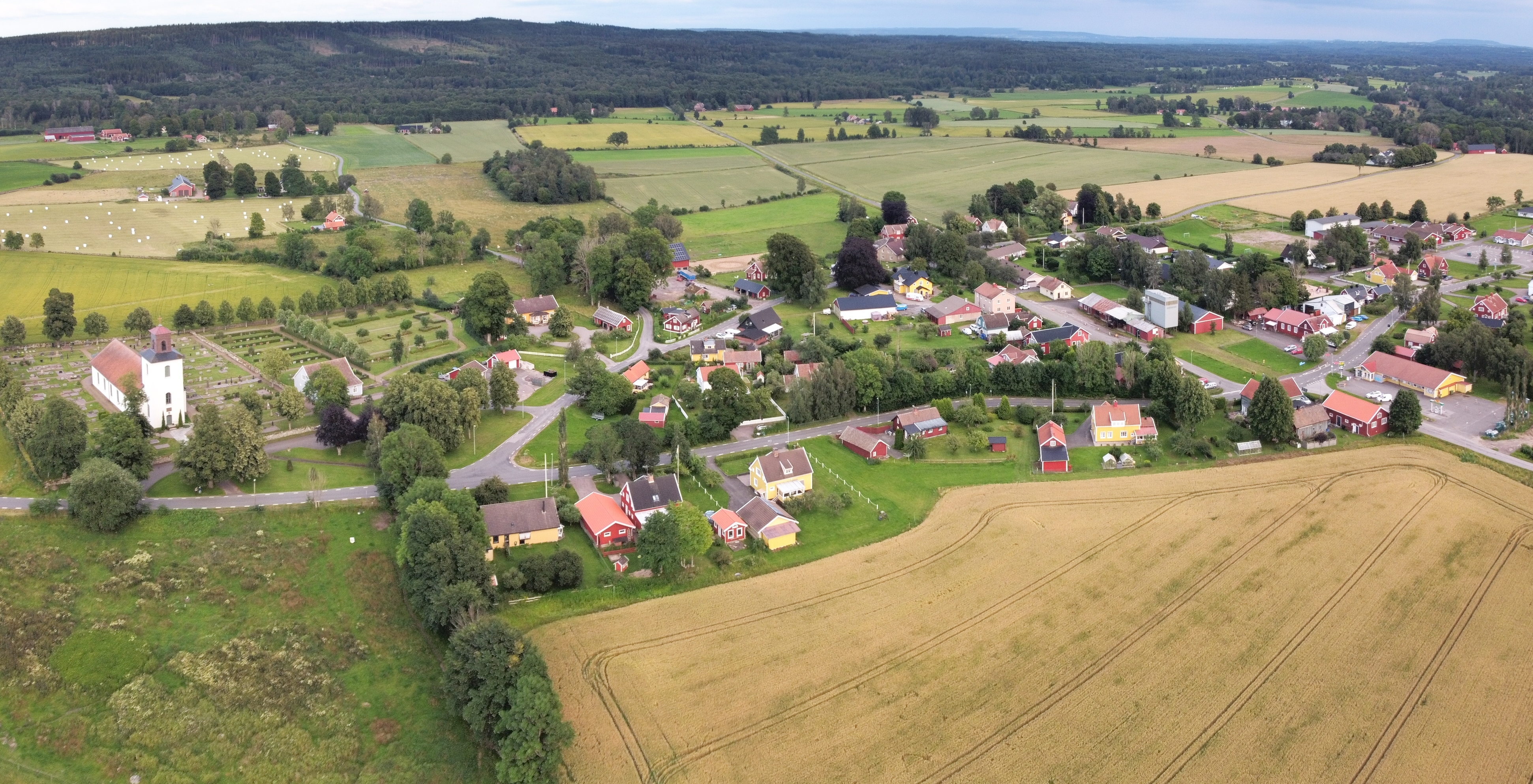
Till vänster i bild syns Broddetorps kyrka och till höger affären och skolan. Längst bort i bild syns Brunnhemsberget.